# Fernsehturm Turkmenistan
Der Fernsehturm Turkmenistan (turkmenisch: Türkmenistan teleradio merkezi) ist ein 2011 fertiggestellter, 211 Meter hoher Fernsehturm für die Hörfunk- und Fernsehprogramme des Turkmenischen Rundfunks in der turkmenischen Hauptstadt Aşgabat. Er steht auf einer 809 Meter hohen Bergkuppe im Kopet-Dag-Gebirge südwestlich des Stadtzentrums. Der Zugang zum Turm erfolgt von der südlichen Stadtautobahn (Köpetdag şaýoly) aus, über eine breite, in Serpentinen verlaufende Stichstraße.

## Geschichte
Der Bau des Turmes wurde vom turkmenischen Präsidenten Gurbanguly Berdimuhamedow initiiert. Er dauerte von 2008 bis 2011. Im Beisein des Präsidenten Berdimuhamedow wurde der Fernsehturm am 18. Oktober 2011 eröffnet. Am Eröffnungstag wurde ein Fernsehsender ausgestrahlt, Ende April 2012 war der Fernsehturm voll einsatzfähig. Der Fernsehturm erhielt 2012/2013 den „A'Design Award“ (einen seit 2009 in Como, Italien, verliehenen Preis) für die Ingenieurleistung und sein Design.

## Beschreibung

### Architektur
Der Fernsehturm steht auf einem massiven, mehrgeschossigen Unterbau mit trapezförmigen, zum Turm hin geneigten Wandflächen. An dem Unterbau führt eine monumentale Freitreppe ins Innere des Bauwerks. Der orientalisch profilierte Turmschaft erhebt sich senkrecht in die Höhe und spreizt sich am Turmkorb auseinander.
Bis zur halben Höhe des Turmschafts ist dieser mit einem achteckigen Stern von Oguz Khan mit einer Gesamtfläche von 3.240 Quadratmeter verziert, der Ende 2011 ins Guinness-Buch der Rekorde als größte architektonische Sternskulptur der Welt eingetragen wurde. Die Fassade des Sterns enthält eine Photovoltaikanlage, mit der die gewonnene Energie nachts zur Beleuchtung des Turms verwendet wird. Die Sternform findet sich auch im Wappen Turkmenistans und in anderen Bauwerken in Aşgabat. Der Stern Rub al-hizb stellt eine Verbindung zwischen den mythologische Ahnen der Turkvölker und der heutigen Zeit her.
Der Turm wurde vom türkischen Architektenbüro Polimeks COE entworfen, das auch die goldene Statue von Saparmyrat Nyýazow entwarf. Im öffentlich zugänglichen Turm befindet sich im fünfgeschossigen Turmkorb auf 145 Meter (29. Stock) ein Drehrestaurant und auf 140 Metern (28. Etage) eine V. I. P.-Lounge. Zwei Aussichtsplattformen mit einem 360-Grad-Rundumblick befinden sich auf 100 Meter und 150 Meter Höhe (31. Stock). Ein Konferenzraum im vierten Korbgeschoss bietet Platz für 250 Personen. Die Spitze wird von einem 38 Meter hohen Antennenträger gebildet.

### Sendeeinrichtungen
Im Basishaus sind 13 Fernsehstudios und weitere Sendeeinrichtungen untergebracht. Vom Turm werden vier SD, zwei HD-Fernsehprogramme sowie zwei DAB Kanäle und FM-Radioprogramme ausgesendet. Darüber hinaus beherbergt er sieben Fernseh- und sechs Radiostationen. Damit gilt das 450 Millionen US-Dollar teure Großprojekt als die größte Sendeanstalt in Zentralasien. Die Sendetechnik wurde von der deutschen Firma Rohde & Schwarz eingerüstet, die Sendeantennen wurden im Herbst 2011 von der deutschen Firma Kathrein installiert.

## Rezeption
Der Stern im Turmschaft kann architektonisch als Bindeglied zwischen Tradition und Moderne verstanden werden. Er gilt auch als Zeichen der Emanzipation des derzeitigen Herrschers Berdimuhamedow von seinem Vorgänger.

## Programme
Der Fernsehturm Turkmenistan überträgt analoge und digitale Fernseh- und Rundfunksignale (Stand: August 2012), unter anderem:
- Altyn Asyr
- Ýaşlyk
- Miras
- Türkmenistan
- Türkmen Owazy
- Aşgabat
- Türkmen Sport